# Búzakalász 66 Felcsút Mezőgazdasági Kft.
A Búzakalász 66 Felcsút Mezőgazdasági Kft. felcsúti székhelyű mezőgazdasági vállalkozás. A vállalkozás malom- és sütőipari termékek előállításával, szántóföldi növénytermesztéssel és sertések tenyésztésével foglalkozik. A vállalkozás által termesztett fő kultúrnövények a napraforgó, kukorica, búza, kisebb mennyiségben árpa. Az állatok számára a takarmányt, illetve a sütőipari termékek előállítására a gabonát közel 1030 hektár földterületen termeszti a vállalkozás.

## Története
A vállalkozást 2011. február 14-én alapította felcsúti székhellyel Mészáros Lőrinc. 2013-ban a Mezőgazdasági és Vidékfejlesztési Hivatal adatai szerint 7,4 millió forint sertésjóléti támogatást kapott a vállalkozás.
2014 novemberében Orbán Viktor átadta a vállalkozás Alcsútdoboz mellett fekvő Bányavölgyön létesített mangalicatelepét.